# Slaveri i Rumänien

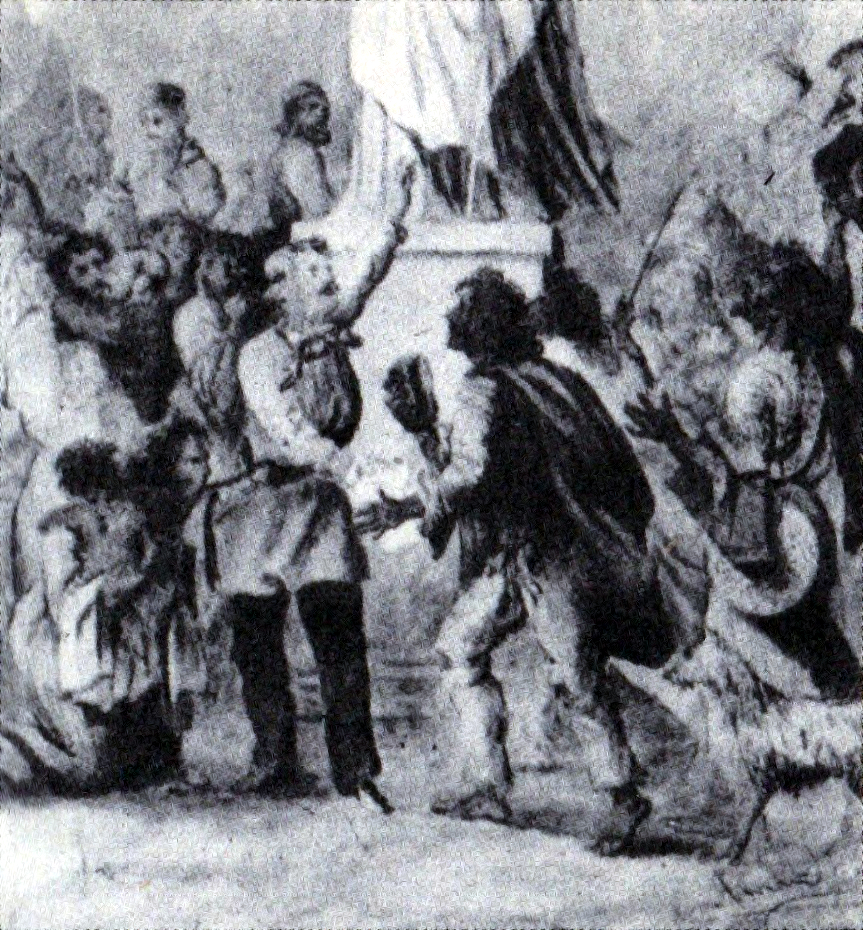
AmanDezrob

Slaveri förekom i nuvarande Rumänien fram till år 1856.
Slaveri omtalas först i antikens Dakien, då det var en av det antika Grekland och senare romarrikets främsta centrum för slavhandeln. I furstendömena Valakiet och Moldavien (som 1861 förenades till Rumänien) är slaveriet bekräftat från 1200- och 1300-talen fram till 1800-talet, och i Transsylvanien och Bukovina fram till 1783.
Slavarna i Rumänien bestod företrädesvis av landets romska befolkning, men det förekom också krigsfångar av tatariskt ursprung. Bondebefolkningen däremot var livegna men inte slavar.  Slavarna kunde ägas av bojarer, kloster eller av staten. Upplysningstidens principer spred sig bland adeln under 1800-talet och ändrade attityden mot slaveriet. De olika kategorierna av slavar frigavs gradvis mellan 1843 och 1856, då slaveriet slutligen upphävdes. 
Livegenskapen i Rumänien upphävdes i Valakiet 1746 och i Moldavien 1749. 